# Antonio Guerrero Pinín
Antonio Guerrero Pinín es un pintor y dibujante de cómic español, nacido en Málaga el 12 de junio de 1932. Ha usado seudónimos y abreviaturas de su nombre como A.Guerrero, Pinin y Tony Warrior.

## Biografía
Antonio Guerrero inició su carrera profesional en Rock Vanguard (1958) de Editorial Rollán.
Para Editorial Maga, creó los cuadernos El Gavilán (1959), con guion de Federico Amorós, y la exitosa Rayo de la Selva (1960).
En 2012 recibió el XXXV Premio Diario de Avisos por la totalidad de su obra realista.